# Ethiopian Shipping Lines
A Ethiopian Shipping and Logistics Services Enterprise (ESLSE) (em amárico: የኢትዮጵያ የባህር ትራንስፖርትና ሎጂስቲክስ አገልግሎት), conhecida comercialmente como Ethiopian Shipping Lines (የኢትዮጵያ የባህር ማጓጓዣ መስመሮች), é a empresa nacional de transporte de carga da Etiópia. Estabelecido em 1964, é digno de nota pois continuou a operar apesar de a Etiópia ter se tornado um país sem litoral em 1993, sua base principal é agora o Porto de Djibuti e Berbera na Somalilândia.
A Etiópia recuperou um litoral no Mar Vermelho quando a Eritreia foi federada com a Etiópia em 1952. No entanto, foi somente em 1965 que a Ethiopian Shipping Lines foi estabelecida como uma joint venture com a empresa americana Towers Perrin. Uma empresa holandesa foi contratada para gerenciar a linha de acordo com o acordo em andamento com a TWA para gerenciar a companhia aérea de bandeira Ethiopian Airlines.
As operações começaram em 1966 com três navios chamados Queen of Sheba, Lion of Judah e Lalibela. A Linha rapidamente enfrentou sérios desafios quando o Canal de Suez foi fechado em 1967. Até que o Canal de Suez fosse aberto novamente, os navios tinham que dar a volta no Cabo. O tamanho dos navios não era adequado para viagens tão longas, e a companhia teve prejuízo. 
Desde então, a ESL tem focado principalmente na importação e exportação doméstica, para promover o comércio exterior. Geralmente tem sido lucrativo.
Atualmente, a Ethiopian Shipping é, juntamente com a Safmarine da África do Sul, as únicas companhias de navegação de escala mundial na África.
1. ↑  «Ethiopian Shipping Lines: Interview with Mr. Ambachew Abraha, General Manager»